# Palystella
Palystella là một chi nhện trong họ Sparassidae.